# Mjellbrefjellet
Das Mjellbrefjellet (norwegisch wörtlich für Berg des Pulverschneegletschers) ist ein Berg im ostantarktischen Königin-Maud-Land. Im südöstlichen Teil der Sør Rondane ragt er am Kopfende des Mjellbreen auf.
Wissenschaftler des Norwegischen Polarinstituts benannten ihn 1988 in Anlehnung an die Benennung des benachbarten Gletschers.